# 新北市區公車790路線
新北市區公車790路線，由基隆客運與淡水客運共同營運。起點為金山、終點為基隆，部份班次繞駛至龜吼漁港。

## 簡介
- 2012年7月14日起原公路客運1022(基隆－金山)線改為新北市區公車並改號，收費方式由里程計費改成段次計費。[1]
- 2015年9月20日闢駛跳蛙式公車，後停駛。[2][3]
- 2024年6月29日起站位調整。[4]
- 2024年9月16日起調整循環式發車。[5]
- 2025年6月16日起淡水客運加入營運。[6]